# Eiswiese (Düren)
Die Straße Eiswiese in der Kreisstadt Düren (Nordrhein-Westfalen) ist eine Innerortsstraße.

## Lage
Die Straße beginnt an der Rurstraße führt nach einem Rundkurs durch ein Wohngebiet wieder auf die Rurstraße zurück.

## Geschichte
Auf dem Gelände der Eiswiese befand sich der Schenkelsweier. 1888 bestand in Düren ein Eisverein, dem die besseren Stände angehörten. Am 14. November 1888 genehmigte der Stadtrat dem Eisverein die Verlegung eines Rohres von der Rur zu diesem Gelände zur Herstellung einer Eisbahn. Als Gegenleistung musste der Verein an zwei Tagen in der Woche der Bevölkerung mehrere Stunden die Bahn zur Benutzung überlassen.
Eberhard Hoesch vermachte 1907 der Stadt das Gelände mit der Auflage, dort einen Sport- und Eisbahnplatz und eine Badeanstalt zu errichten. 1910 beschloss der Stadtrat die Anlage eines Eissportplatzes auf der Hoesch-Wiese an der Tivolistraße. 1914 wurde der Bau einer Badeanstalt genehmigt, die aber nie vollendet wurde. Der Torso wurde 1938 gesprengt. Danach wurde das Gelände zum Bauland erklärt.
Am 11. Juni 1963 genehmigte der Stadtrat die Benennung der Straße in Eiswiese.